# Vought-Sikorsky 300
Vought-Sikorsky  VS-300 (S-46) — первый полетевший опытный вертолёт Игоря Сикорского. Первый вертолёт схемы, называемой ныне классической. Получил номер 300, после двух построенных им до революции в Киеве. Прообраз первого в истории серийного вертолёта.
14 сентября 1939 года Сикорский сумел на привязи зависнуть в нескольких метрах от земли. Возможность зависать отличала его от известных автожиров, способных вертикально взлетать и садиться. После опрокидывания вертолёта в одном из испытаний и его доработки, 13 мая 1940 года Сикорский испытал его без привязи.
В начале 1941 года руководство ВВС США выделило средства на развитие проекта с фирменным шифром VS-316 (S-47). А весной 1942 года заказали 30 предсерийных вертолётов семейства, названного позднее Sikorsky Hoverfly. Уже к осени 1944 года построено 100 Hoverfly. Использовались во Второй мировой войне.
К осени 1943 года опытный VS-300 исчерпал себя как образец. За время испытаний его крупно переделали 18 раз, несколько сотен мелких изменений и ремонтов после аварий.
В октябре 1943 года VS-300 передали в музей Генри Форда в Дирборне, штат Мичиган. В 1985 году реставрировали на родном заводе Sikorsky Aircraft.

## Лётно-технические характеристики
- Диаметр несущего винта: 8,53 м
- Длина: 8,90 м
- Высота: 2,90 м
- Масса пустого: 368 кг
- Масса максимальная взлётная: 698 кг
- Двигатель: 1 × Franklin[англ.] 4AC-199-E[англ.]
- Мощность двигателя: 90 л. с.  (67,11 кВт)
- Максимальная скорость: 90 км/ч
- Экипаж: 1 человек